# Gueto de Leópolis

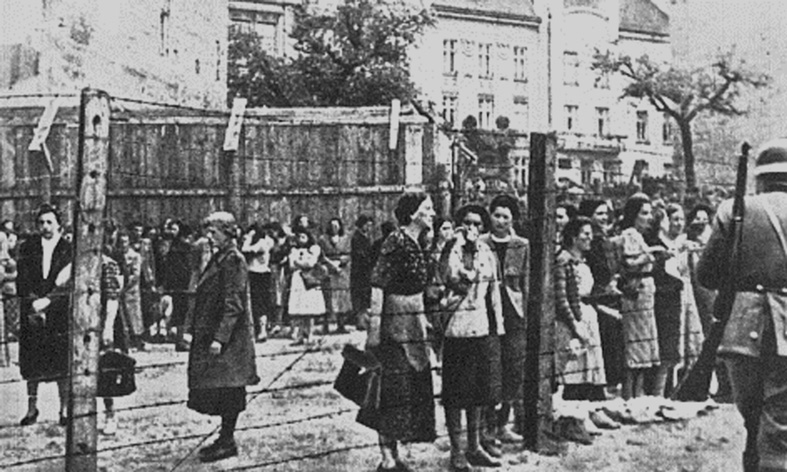
Patio de la prisión en la calle Łąckiego.

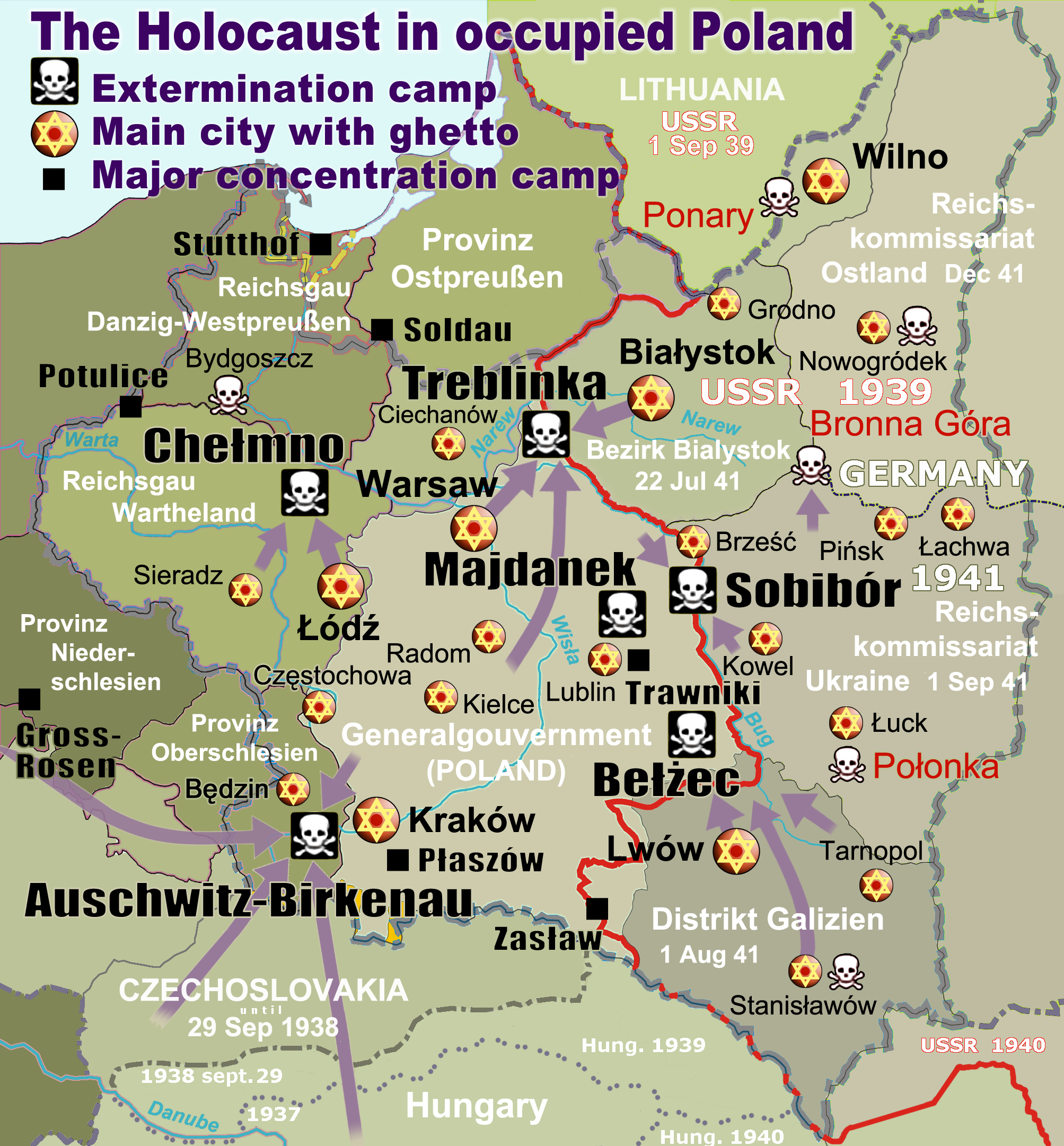
Mapa de los principales guetos, campos de concentración y de exterminio en la Polonia ocupada.

El gueto de Leópolis (Lwów o Lviv) fue uno de los mayores guetos establecidos por los nazis en Leópolis, Galitzia (Polonia, hoy Ucrania) entre el 8 de noviembre de 1941 y el 1 de junio de 1943. En el distrito perecieron 120.000 judíos, sobreviviendo 823.

## Historia
Hacia 1939, la ciudad albergaba a 120.000 judíos (la población más numerosa después de Varsovia y Łódź) pero cuando fue ocupada por los nazis, el 30 de junio de 1941, el número ascendía a más de 220.000 habiendo llegado huyendo desde el oeste de Polonia. Al mes del estallido de la Segunda Guerra Mundial, la ciudad y el territorio de Galitzia fue anexado por los soviéticos como parte del Pacto Ribbentrop-Mólotov
Se estableció el Jüdisches Wohnbezirk en un barrio al norte de Leópolis (Lwow), donde debió mudarse la población judía. Las condiciones eran paupérrimas y antes de llegar fueron fusilados 5.000 ancianos y enfermos mientras cruzaban el puente de la calle Pełtewna.
Fue uno de los primeros guetos en donde se llevó a cabo la Operación Reinhard, entre marzo y abril de 1942, 15.000 judíos fueron enviados al campo de exterminio de Belzec. En junio de 1942, 2.000 fueron deportados a Janowska para trabajo forzado, donde solo 120 realizaron trabajos forzados y el resto fueron fusilados. En agosto de 1942, 50.000 personas fueron deportadas a Belzec.
El 1 de junio de 1943, los nazis incendiaron muchos edificios con el fin de terminar de desocupar y liquidar el gueto. Muchos judíos lograron escapar, resistiendo en las alcantarillas de la ciudad. El gueto fue liquidado y los supervivientes enviados a los campos de concentración de Janowska y Belzec
Cuando los soviéticos entraron en la ciudad el 26 de julio de 1944, entre 200 y 900 judíos quedaban en la ciudad (823 de acuerdo al Comité Provisional Judío).   
Uno de sus más famosos residentes fue Simon Wiesenthal, su esposa y madre, fue deportado primero a Janowska y luego a Buchenwald y Mauthausen.